# Демчук, Михаил Иванович
Михаил Иванович Демчук (бел. Міхаіл Іванавіч Дзямчук; 28 мая 1946, д. Девятки, Кобринский район, Брестская область, БССР — 26 июля 2016, Минск, Белоруссия) — советский и белорусский учёный и государственный деятель, член-корреспондент НАН Республики Беларусь, лауреат Государственной премии БССР в области науки и техники. Министр народного образования Белорусской ССР (1989—1991).

## Биография
Окончил школу с золотой медалью. В 1968 году окончил Белорусский государственный университет им. В. И. Ленина (диплом с отличием). В 1970 году защитил диссертацию на соискание учёной степени кандидата наук.
В 1970—1985 годах работал в БГУ сначала младшим, а затем старшим научным сотрудником. В 1976—1984 годах — заведующий лабораторией НИИ прикладных физических проблем, в 1983—1985 годах — заведующий вновь созданной кафедрой автоматизации научных исследований (впоследствии — кафедра интеллектуальных систем) факультета радиофизики.
В 1983 году защитил диссертацию на соискание учёной степени доктора физико-математических наук по специальности 01.04.01 (Приборы и методы экспериментальной физики) на тему «Разработка, создание и внедрение в практику оптико-физического эксперимента прецизионных средств анализа интенсивности импульсных потоков сигналов в наносекундном и пикосекундном диапазоне».
В 1985—1988 годах — заведующий отделом науки и учебных заведений ЦК КП Белоруссии, в 1988—1991 годах — министр народного образования Белорусской ССР, в 1991—1994 годах — заместитель председателя Совета Министров Республики Беларусь. После распада СССР принимал участие в создании новых государственных органов Белоруссии: государственного комитета по науке и технологиям, Высшей аттестационной комиссии, департамента патентоведения, агентства по авторским правам и др. В 1994—2000 годах — ректор Белорусской государственной политехнической академии, в 2000—2001 годах — заместитель премьер-министра Белоруссии, в 2001—2002 годах — директор Центра системного анализа Белорусской государственной политехнической академии.
В 2002 году назначен ректором Республиканского института высшей школы БГУ.
Член-корреспондент Национальной академии наук Беларуси (1986), профессор (1985). Автор более 300 научных работ, в том числе 3 монографий и 40 изобретений.
Депутат Верховного Совета Белорусской ССР 11-го созыва, народный депутат СССР (1989—1991).
Председатель Президиума Международной академии технического образования (1995), академик Международной академии организационных и управленческих наук (1994), Международной академии наук высшей школы (1993) и Белорусской инженерной технологический академии (1995). Главный редактор журнала «Известия Международной академии технического образования».
Умер 26 июля 2016 года. Похоронен на Восточном кладбище.

## Основные труды
- Статистический одноквантовый метод в оптико-физическом эксперименте. — Мн.: Изд-во БГУ, 1981. — 176 с. (совместно с М. А. Ивановым).
- Прикладная физика и электронные средства обеспечения эксперимента — Минск: Изд-во БГУ им. В. И. Ленина, 1982. (в соавторстве с А. Ф. Чернявским, М. А. Вилькоцким, В. И. Лесниковым, В. М. Ломако и Д. С. Умрейко).
- Импульсная спектрометрия. — Мн.: Университетское, 1986. — 205 с. (совместно с М. А. Ивановым).
- Республика Беларусь: системные принципы устойчивого развития. — Мн.: РИВШ БГУ, 2003. — 342 с. (совместно с. А. Т. Юркевичем).
- Высшая школа в стратегии инновационного развития Республики Беларусь. — Мн.: РИВШ, 2006. — 300 с.
- Системная методология инновационной деятельности: учеб. пособие. — Минск: РИВШ, 2007. — 303 с. (совместно с. А. Т. Юркевичем).

## Награды и звания
- Заслуженный деятель науки Республики Беларусь (1996).
- Государственная премия БССР 1986 года за разработку и внедрение в практику оптико-физических исследований статистических методов временного анализа быстропеременных потоков светового излучения.
- Лауреат премии Ленинского комсомола Белорусской ССР в области науки и техники.
- Почётные грамоты Верховного Совета Республики Беларусь.